# シレット (バングラデシュ)
シレット (シレット語: शिल्हट; ベンガル語: সিলেট) は、バングラデシュ北東部の都市。ジャララバード (Jalalabad) とも呼ばれている。約250万人の人口を有しており、バングラデシュで第3の都市である。

## 概要
バングラデシュで最も裕福な街の一つである。
シレット管区の主要都市であり、行政上の中心である。

## 地理
街はスルマ渓谷内のスルマ川の川岸に位置する。

### 地形

#### 河川
主な川
- スルマ川

主な渓谷
- スルマ渓谷

## 経済

### 産業
シレットは、バングラデシュの茶産業の中心地でもある。
海外への出稼ぎ労働者が多く、彼らからの仕送りによって、一時は不動産ブームや建設ブームが加速した。シレットはバングラデシュの石油、天然ガス部門の中心でもあり、シレット管区内にはバングラデシュ最大の天然ガス田が存在している。

## 交通

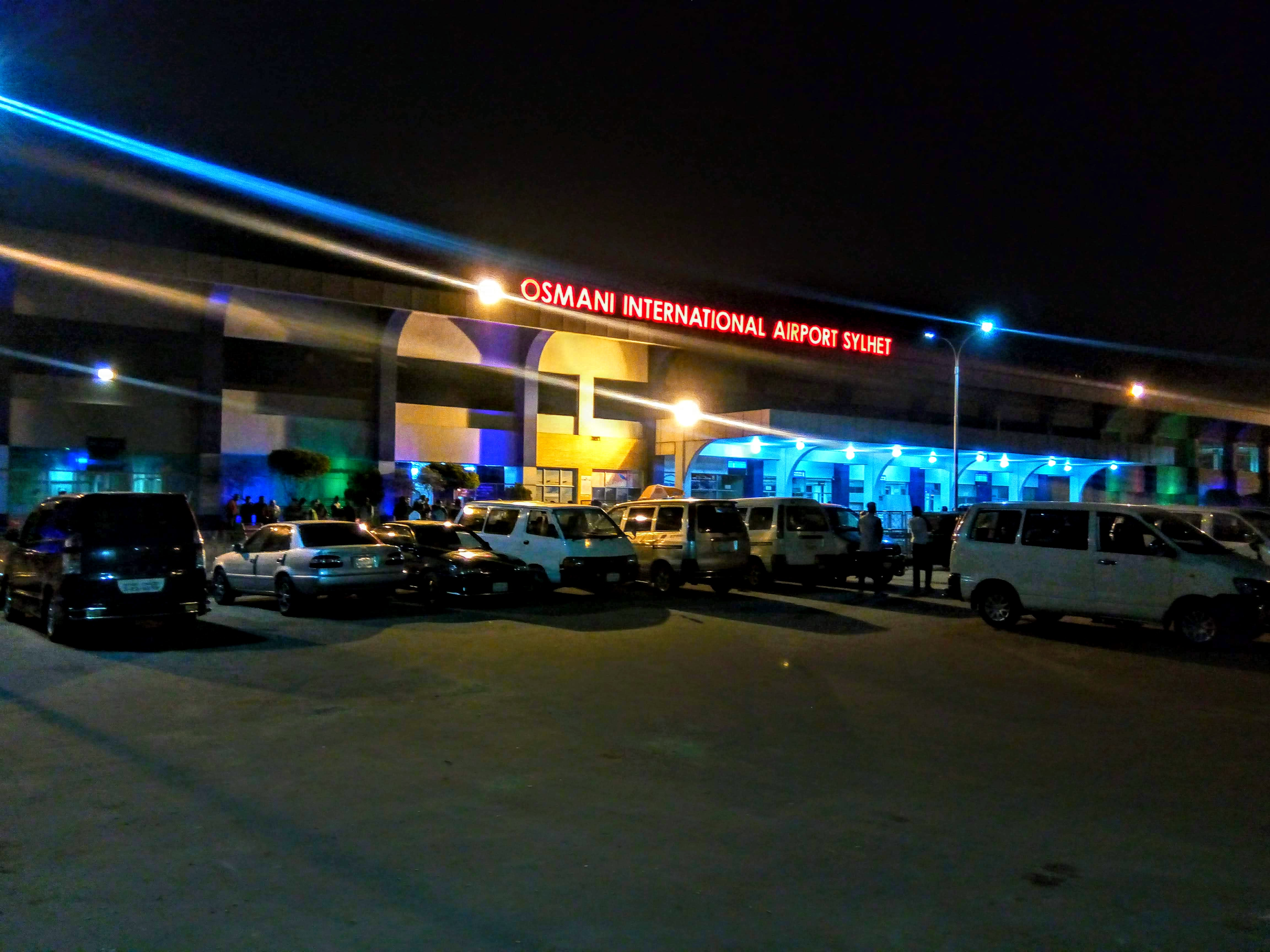
オスマニ国際空港

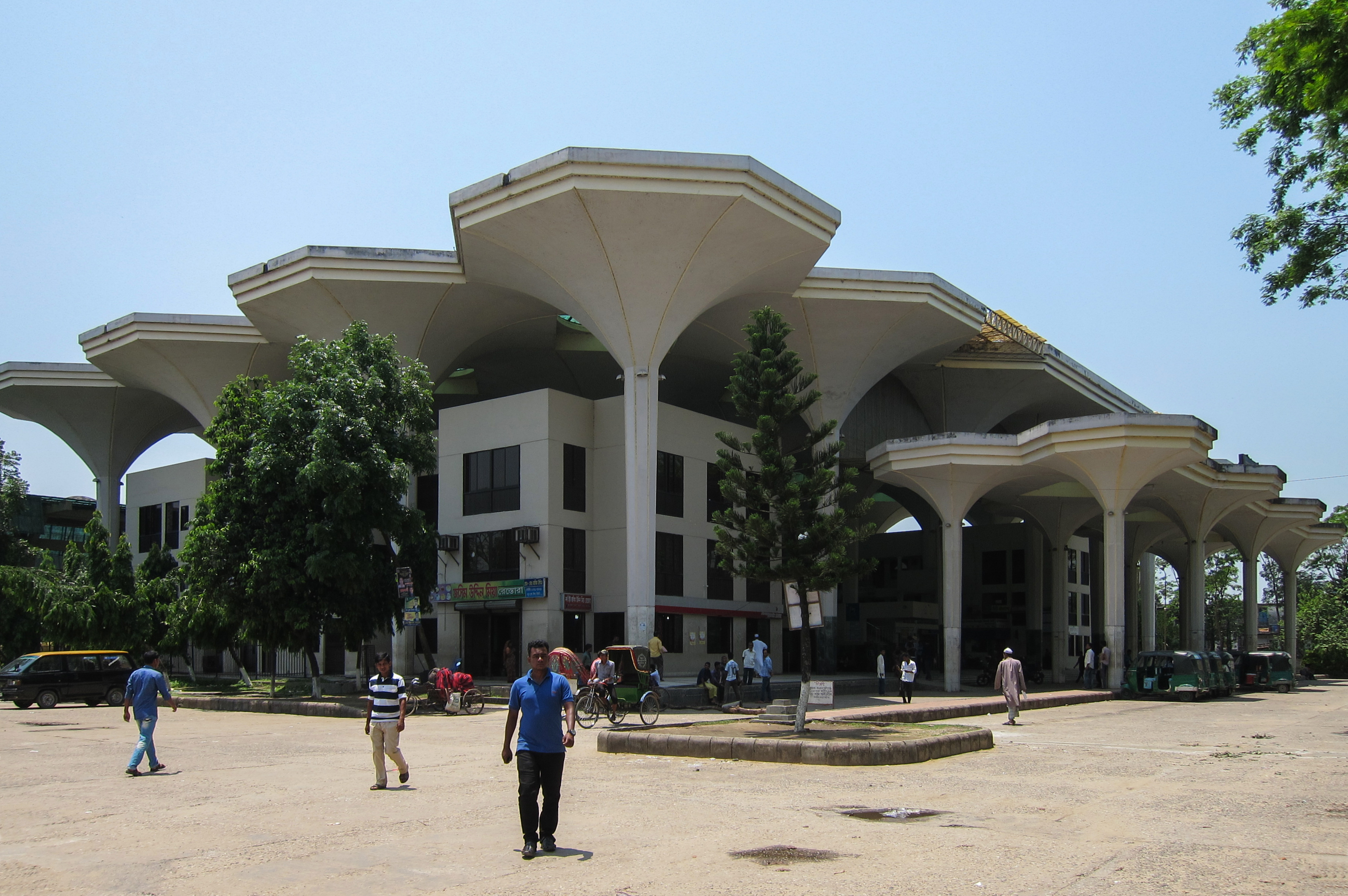
シレット駅

### 空港
- オスマニ国際空港

### 鉄道
アッサムベンガル鉄道
- アカウラ-クラウラ-チャタック線：シレット駅